# Central Huron
Central Huron es un municipio canadiense situado en la provincia de Ontario.

## Superficie
Central Huron tiene una superficie de 449,43 km².

## Demografía
En 2021, tenía 7799 habitantes, una densidad poblacional de 17,4 hab./km², y 3917 viviendas.